# Индра Сен
Индра Сен (13 май 1903 г. - 14 март 1994 г.) е последовател на Шри Ауробиндо и Майката, психолог, основател на Интегралната психология като академична дисциплина.

## Биография
Сен е роден в областта Джелъм (сега в Пакистан) на провинция Пенджаб на Британска Индия, но израства в Делхи, където семейството му се премества. Още от ранна възраст проявява интерес към духовното търсене.
Завършва магистърска степен по „Философия“ и „Психология“ в университет в Делхи. На 5 декември 1928 г. сключва брак с Лилавати, с която имат 2 деца.
Записва се да следва в Университета на Фрейбург в Германия. Получава докторска степен по психология. Посещава лекциите на Мартин Хайдегер и преподава „Индийска философия“ и „Санскрит“ в Университета в Кьонесбург. По онова време главният му интерес е насочен към философията на Хегел и психологията на Юнг.
По-късно се завръща в Университета в Делхи. През декември 1933 г. се среща с Карл Густав Юнг в Калкута на Индийския конгрес на науката. Сен е председател на Конгреса и получава награда от „Свами Пранавананда Тръст“ като лектор на Източно-западната психология.
През 1934 г. за първи път пътува до Пондичери, където се запознава с Шри Ауробиндо и Мира Алфаса (Майката). След няколко посещения съпругата му се присъединява към последователите на Майката.
През 1945 г. д-р Сен също се присъединява към ашрама на Шри Ауробиндо (познат като Ашрам Шри Ауробиндо), където неговото семейство вече е прекарало 2 години. През следващите години чрез лекции, публикации и лични контакти Сен представя плодовете от работата на Шри Ауробиндо в академии и унивеситети, където става известен за първи път.